# Carennac
Carennac ist eine französische Gemeinde mit 426 Einwohnern (Stand 1. Januar 2022) im Département Lot in der Region Okzitanien (zuvor Midi-Pyrénées). Das Dorf liegt unmittelbar am Ufer der Dordogne, etwa 25 Kilometer östlich von Souillac.
Ganz besonders wegen seines malerischen und gepflegten Ortsbilds wurde es von der Vereinigung Les plus beaux villages de France zu einem der schönsten Dörfer Frankreichs erklärt. Kraftfahrzeuge bleiben außen vor der geschlossenen Bebauung zurück. Bekannt ist der Ort bei Liebhabern und Kennern der historischen Baukunst für seine Abtei und das Tympanon des Narthexportals seiner Kirche und deren gut erhaltenen Zustand.

## Vorgeschichte
Der Doppeldolmen (französisch Dolmen double) Dolmen des Igues de Magnagues liegt in Carennac. Er hat zwei Kammern ungleicher Größe, deren Orthostaten ebenfalls unterschiedlich sind, die gemeinsam unter einem Cairn liegen.

## Geschichte
Die felsige Terrasse mit Blick auf das linke Ufer der Dordogne, auf der sich Carennac befindet, war schon von gallorömischer Zeit bis ins frühe Mittelalter besiedelt. Längerwährende Besitzansprüche gab es jedoch erst mit der Gründung des Priorats von Carennac um 1047. Die Entwicklung des Klosters und seiner Bauwerke standen unter Aufsicht der Benediktinerabtei von Moissac. Später gehörte es zum cluniazensischen Kirchenverband.
Das Priorat wurde schnell größer und auch wohlhabender. Im 13. Jahrhundert hatte sich sein Wohlstand soweit konsolidiert, dass es zu einem Dekanat wurde. Die monastische Siedlung entwickelte sich um den Kern des Priorats herum. Dazu gehörten ein Hafen an der Dordogne und drei Mühlen. In der Nähe gelegene Kalksteinbrüche erleichterten die Bautätigkeit.
In der Zeit des Hundertjährigen Krieges wurde das Dorf zerstört und erst in der zweiten Hälfte des 15. Jahrhunderts wurden Häuser und Kreuzgang des Klosters neu errichtet. Dabei hielten im Laufe der folgenden 100 Jahre die Stilelemente der Renaissance Einzug in Carennac und entlang der Nord-Flanke der Kirche erstand die Residenz der Dekane. Geschützt durch Befestigungsanlagen blieben Dorf und Kloster während der Religionskriege unbehelligt.
Nachdem der lenkende Einfluss von Moissac und Cluny mit der Zeit deutlich zurückgegangen war, ging das Priorat im 17. Jahrhundert schließlich in den Besitz der aus dem Périgord stammenden Familie Salignac-Fénelon über. Ihr bekanntestes Mitglied war François Fénelon, späterer Erzbischof von Cambrai. Aus dieser Zeit stammen die letzten baulichen Verschönerungen an der Residenz, bevor im folgenden Jahrhundert der Niedergang von Dorf und Kloster einsetzte.
In der Zeit nach der Französischen Revolution wurden die Klostergebäude verkauft und für landwirtschaftliche Zwecke genutzt. Erst im 20. Jahrhundert begann man, die halb verfallenen Bauten zu restaurieren. Heute sind diese Gebäude in den Händen der Zivilgemeinde und bilden zusammen mit den Häusern des Dorfes und einigen mit Türmchen geschmückten Herrensitzen ein beeindruckendes städtebauliches Ensemble.

## Kirche

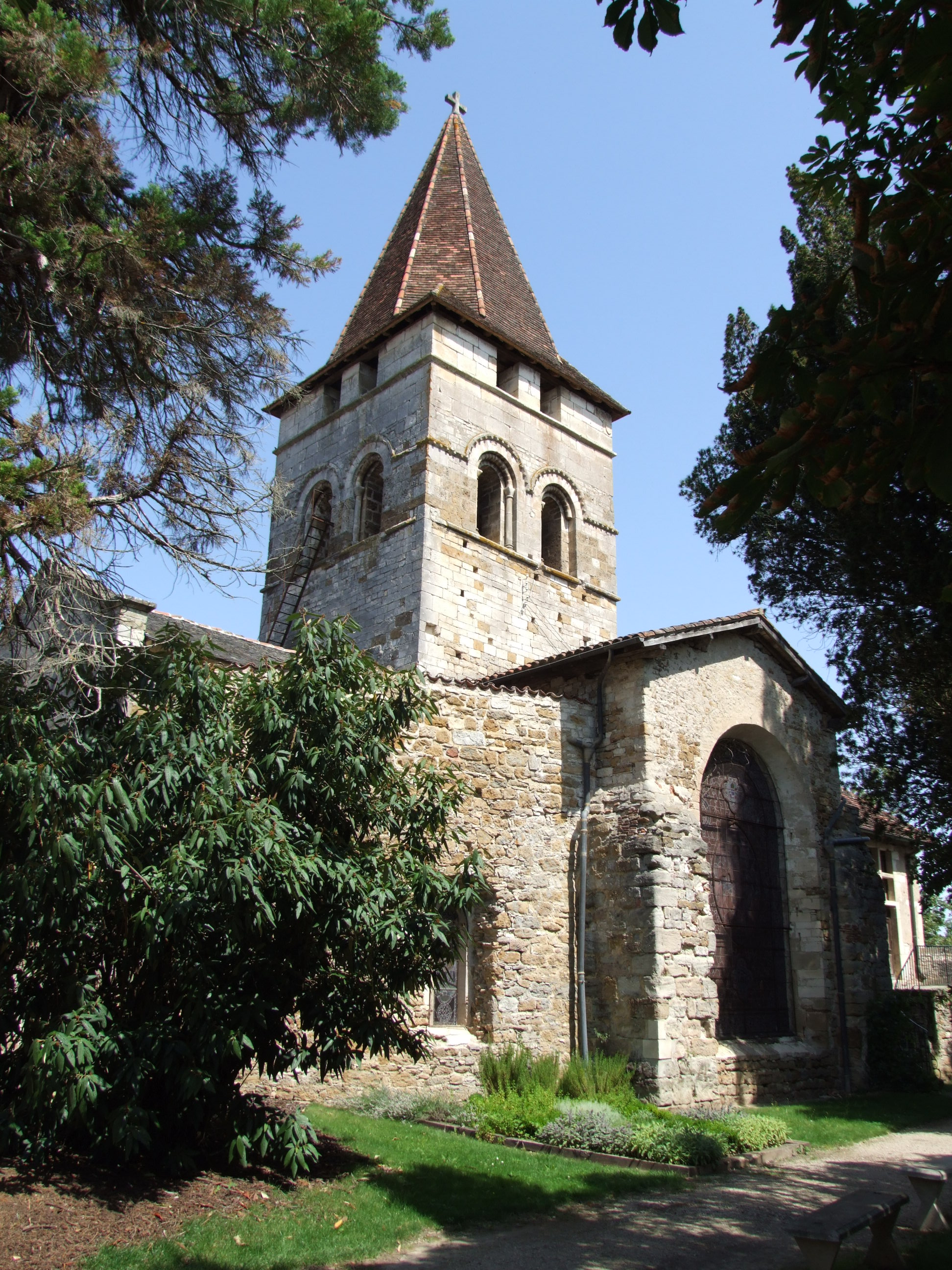
St.-Pierre Carennac, von SO, mit Wehranlagen

### Bevölkerungsentwicklung
| Jahr      | 1962 | 1968 | 1975 | 1982 | 1990 | 1999 | 2007 | 2018 |
| Einwohner | 462  | 414  | 388  | 376  | 370  | 373  | 386  | 411  |

## Dorf
Um die Abtei gruppieren sich die alten Häuser des Dorfes aus dem 15. und 16. Jahrhundert, das sein mittelalterliches Ambiente weitgehend erhalten hat und das entsprechend gepflegt wird. Mit der zum Platz erweiterten Gasse vor dem Kirchenportal und dem Zugang zu den Abteigebäuden gibt es sogar ein kleines Zentrum alter viergeschossiger Wohngebäude, ergänzt durch noch höhere Turmbauwerke und erkennbare Wehranlagen. Zusammen mit dem einem Stadttor ähnlichen Bogendurchlass, durch den das Narthexportal der Kirche sich so fotogen darbietet, ist das die Urzelle eines Wehrdorfes (Castrum) mit kleinstädtischen Gebäudestrukturen. Der Vierungsturm der Kirche hat an seiner Mauerkrone Zinnen, die auf einen Wehrturm hindeuten. Außerdem gibt es östlich der Kirche Reste von Wehrmauern mit Rundtürmen (s. Foto ganz oben).
Nicht zuletzt auch die Lage an der naturbelassenen Dordogne erhöhen zusammen mit der von ihr umspülten Insel Calypso noch die Attraktivität des Dorfbildes.

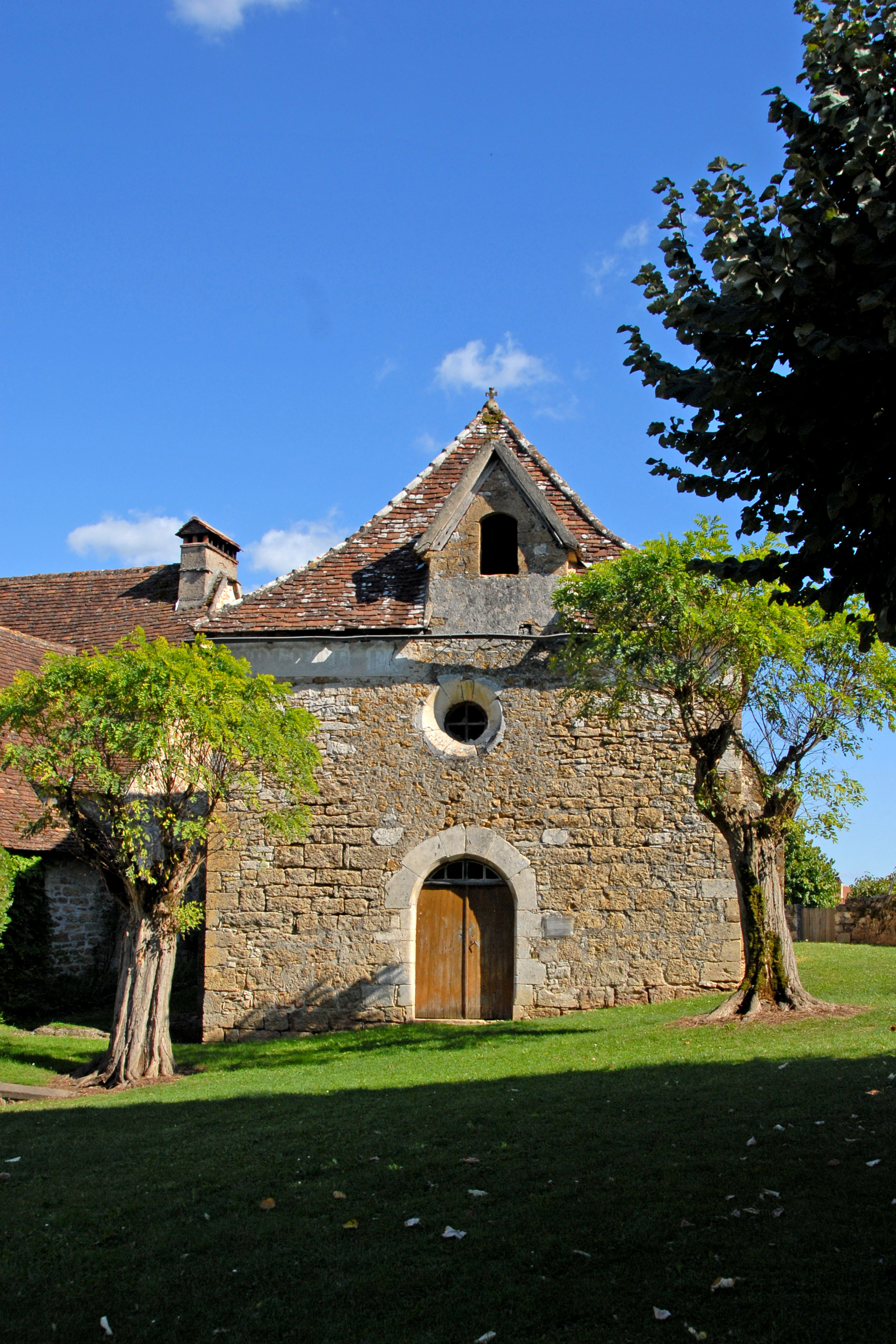
Stapelhaus

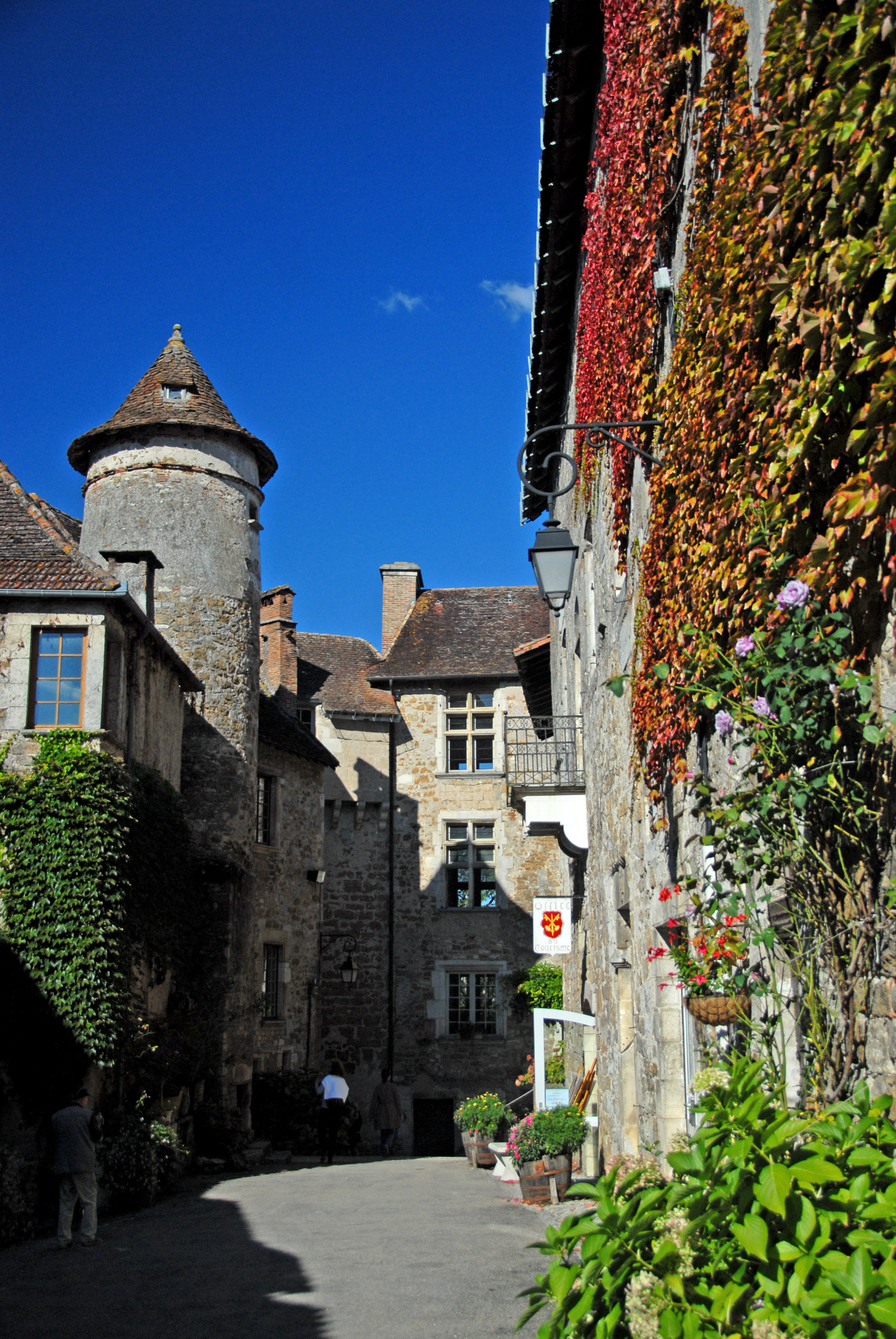
Zentrum, Platz neben Abtei (rechts)
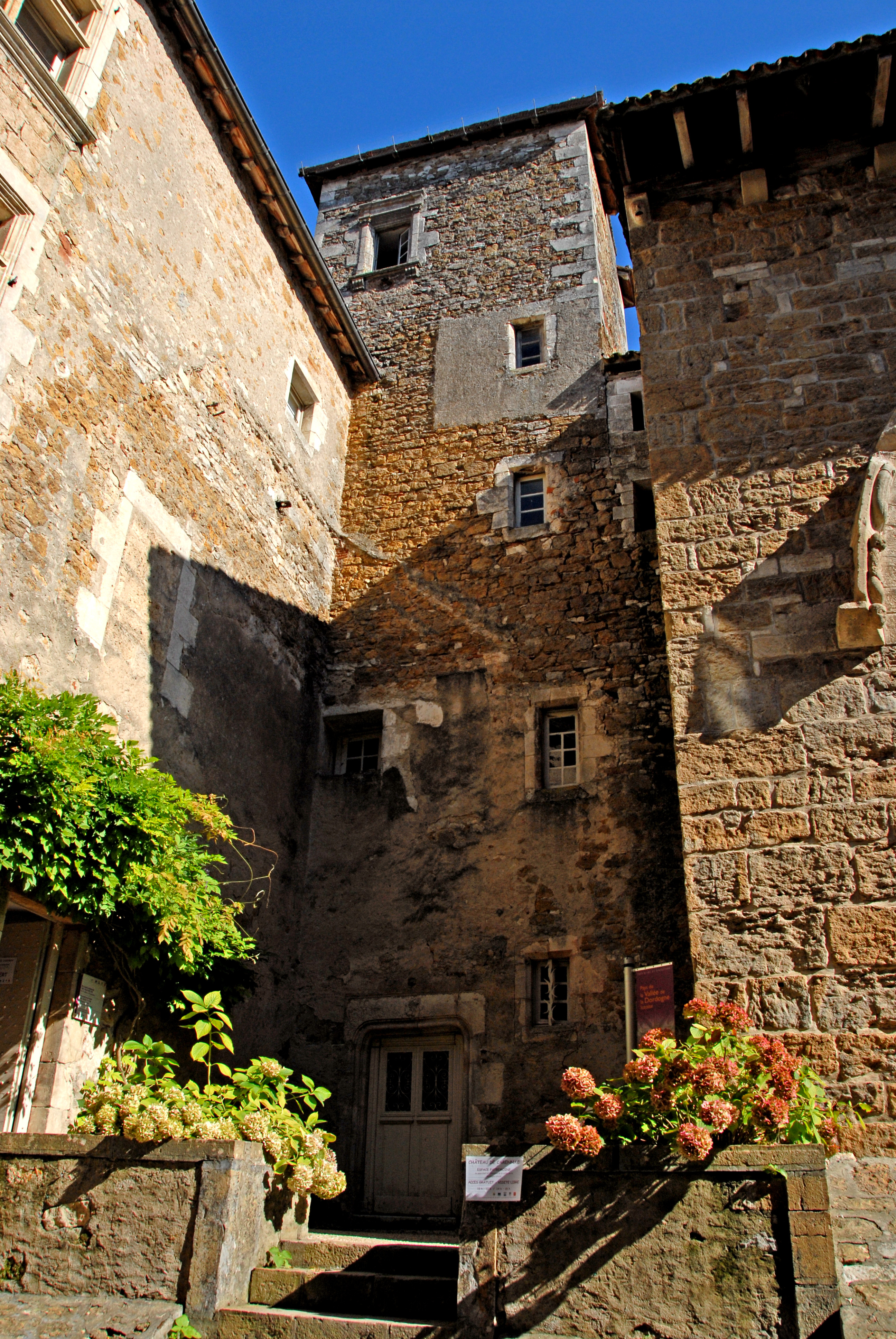
Wehrturm nördlich von St.-Pierre
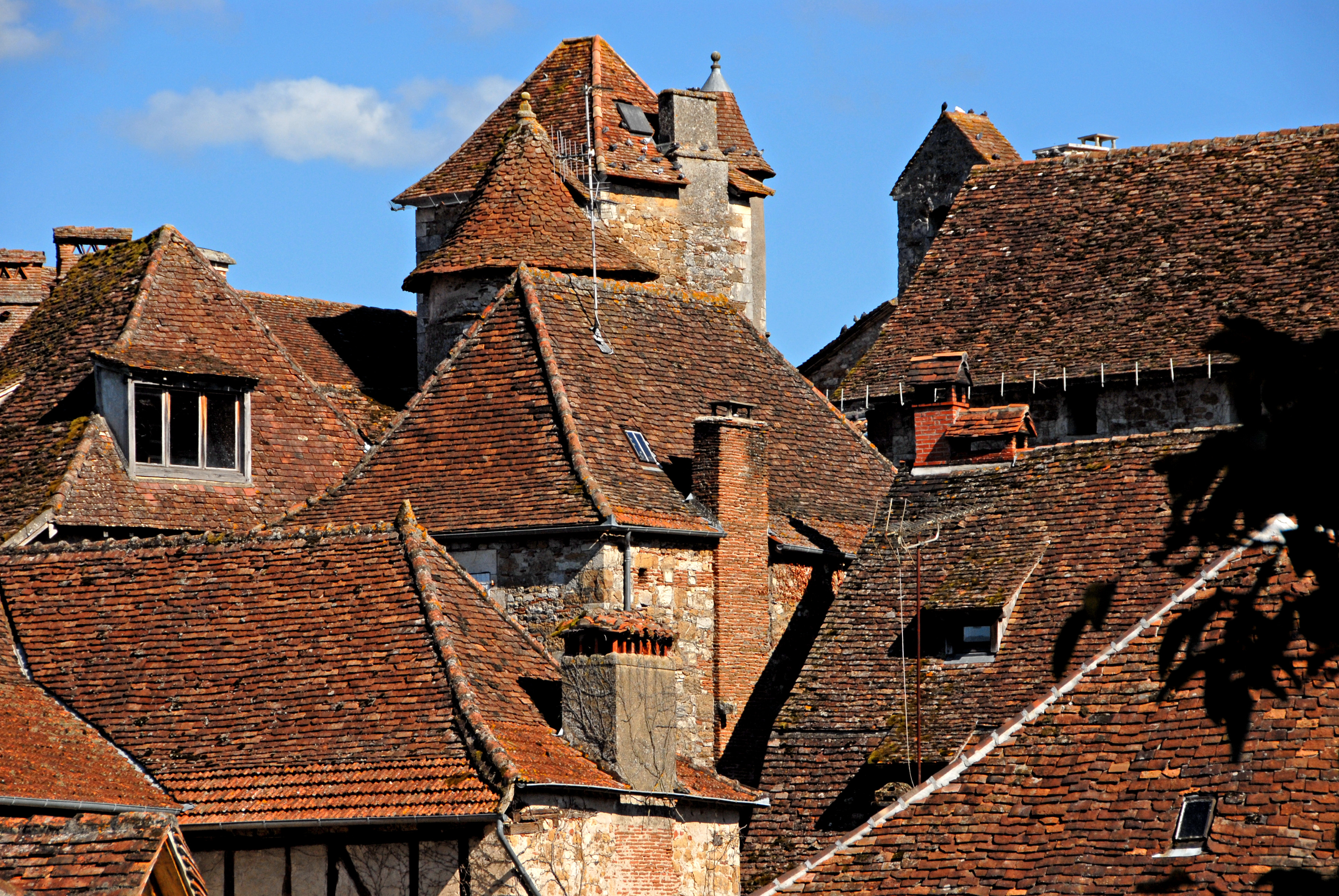
Wehrdorf, mit roten Dächern
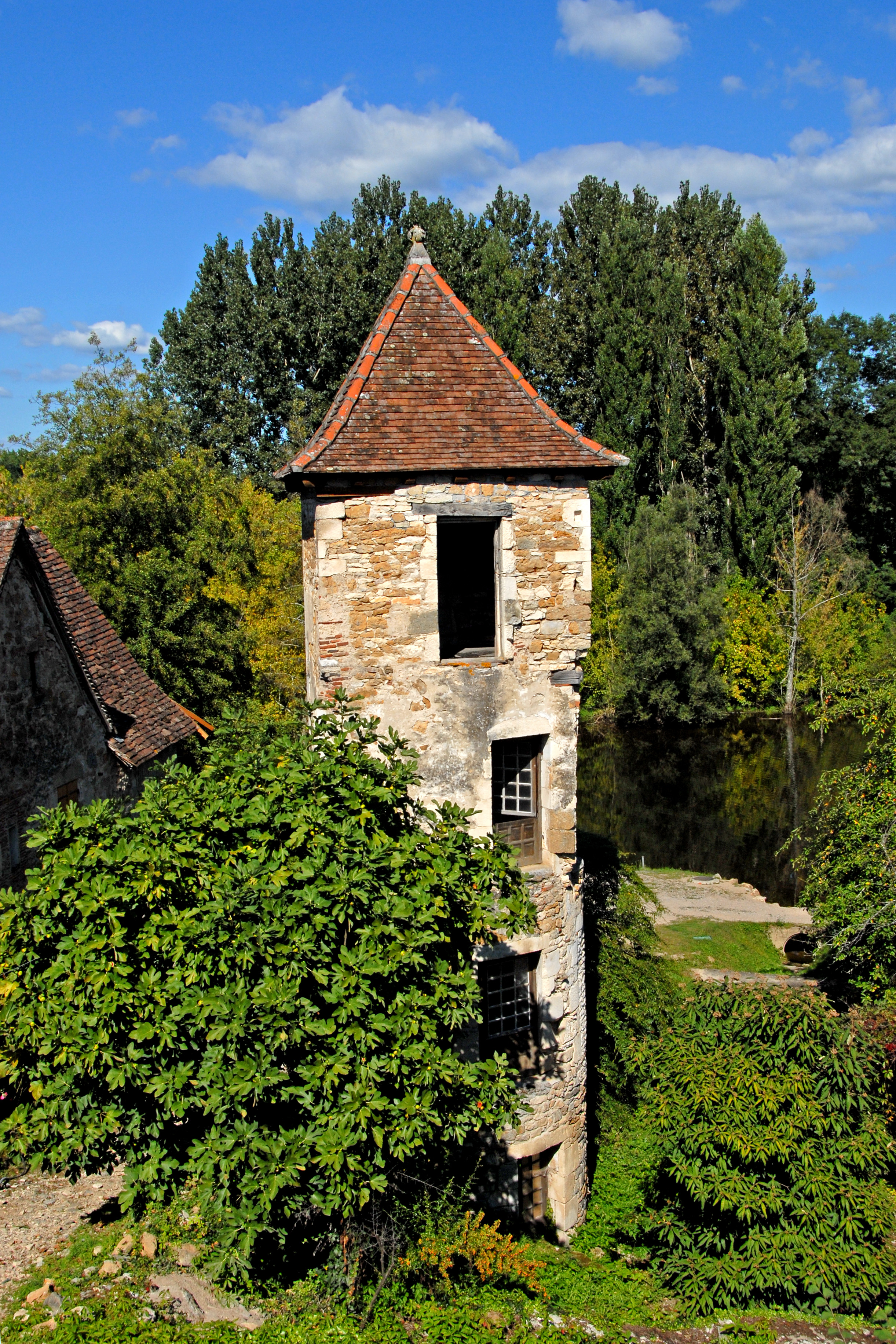
Treppenturm, wohin?
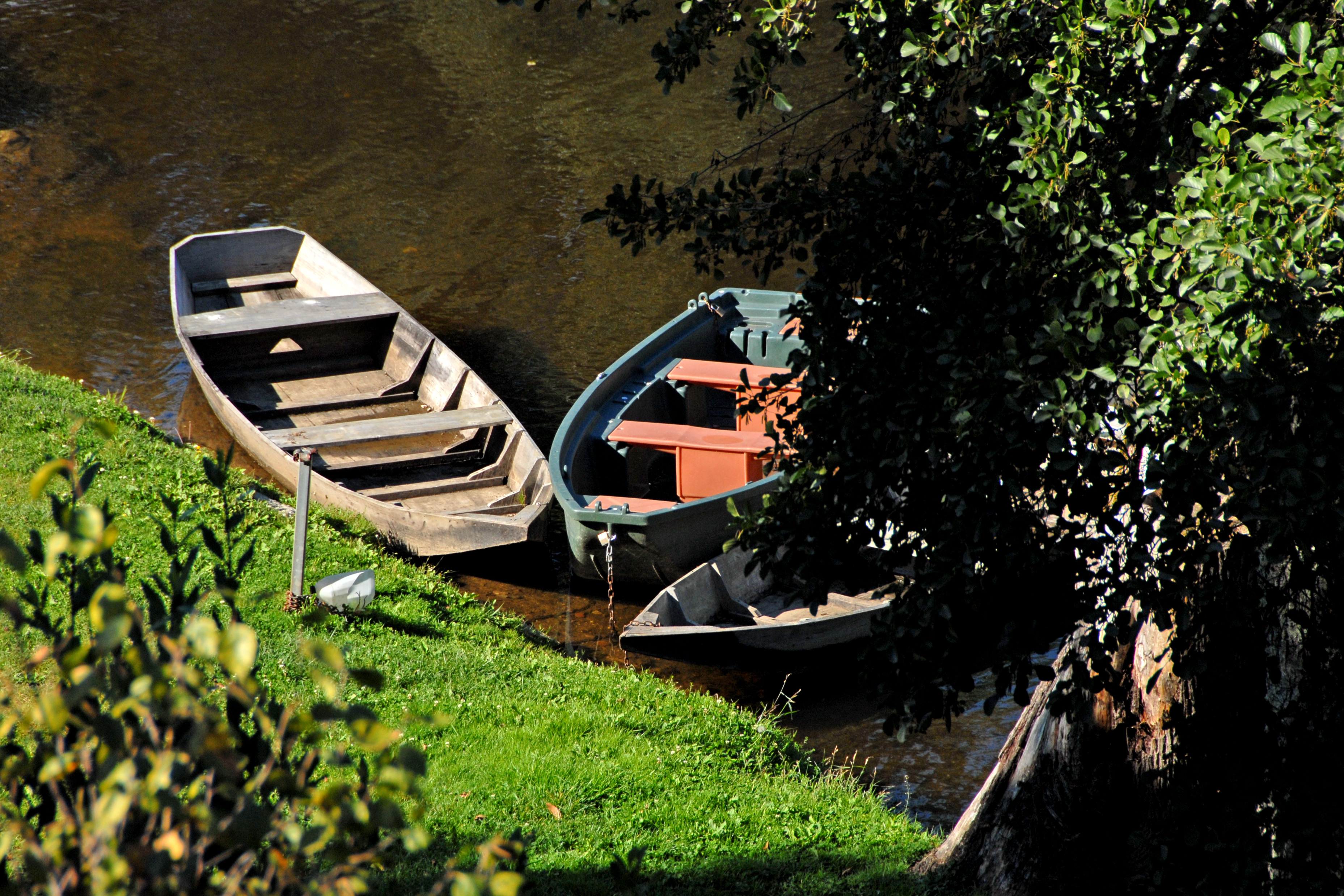
Dordogne-Ufer
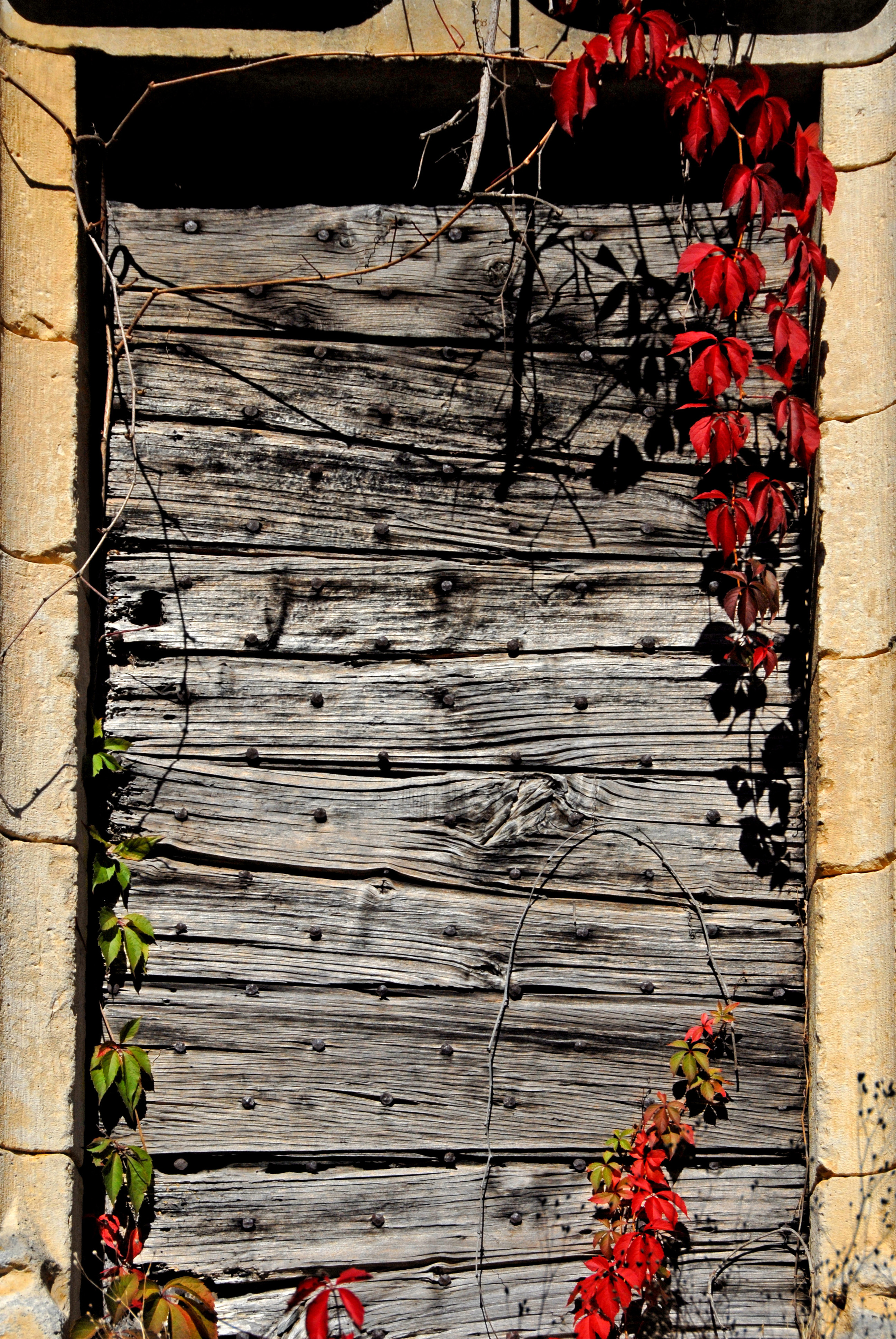
Türdetail
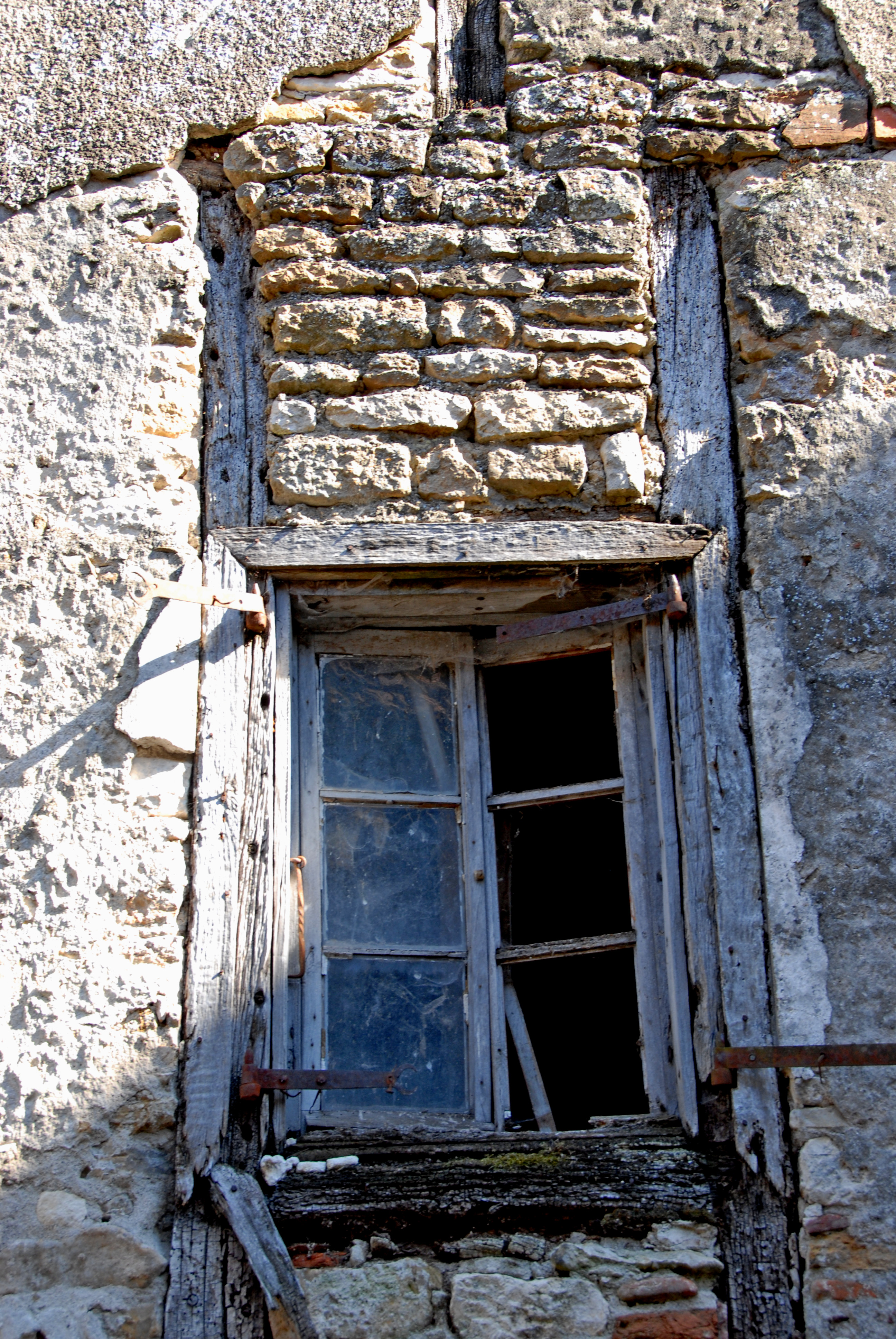
Antikes Fenster
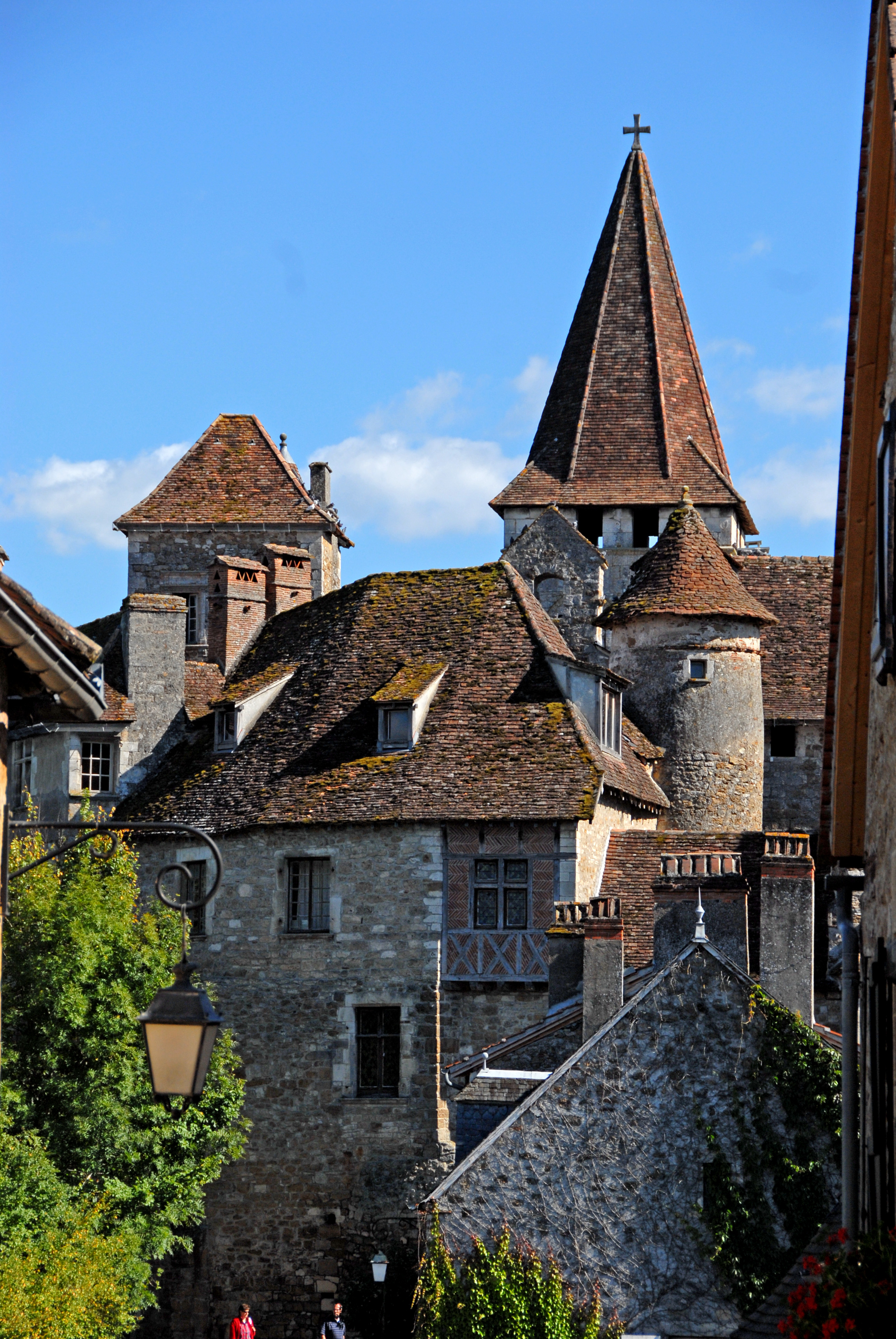
Wohnhäuser
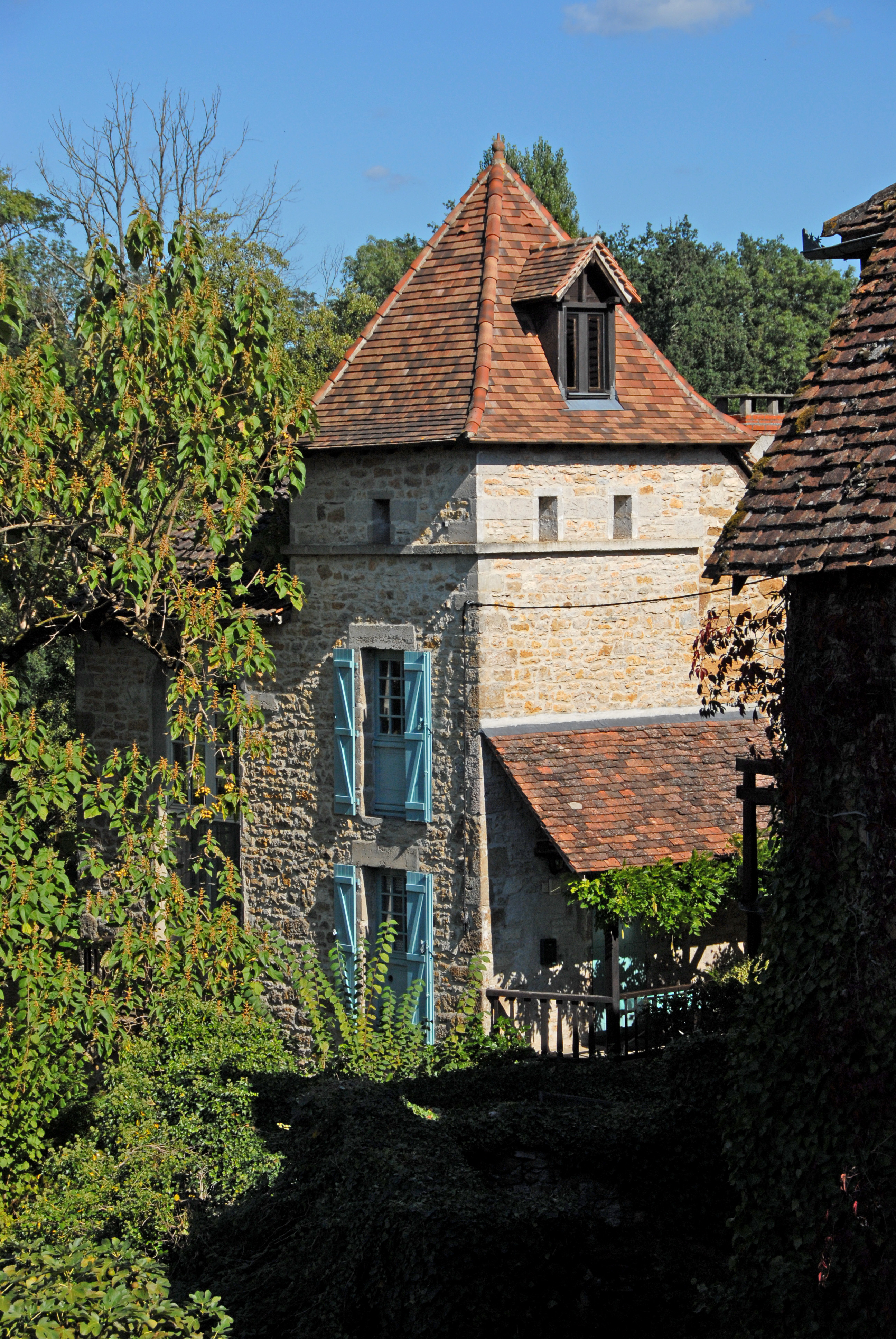
Wohnturm
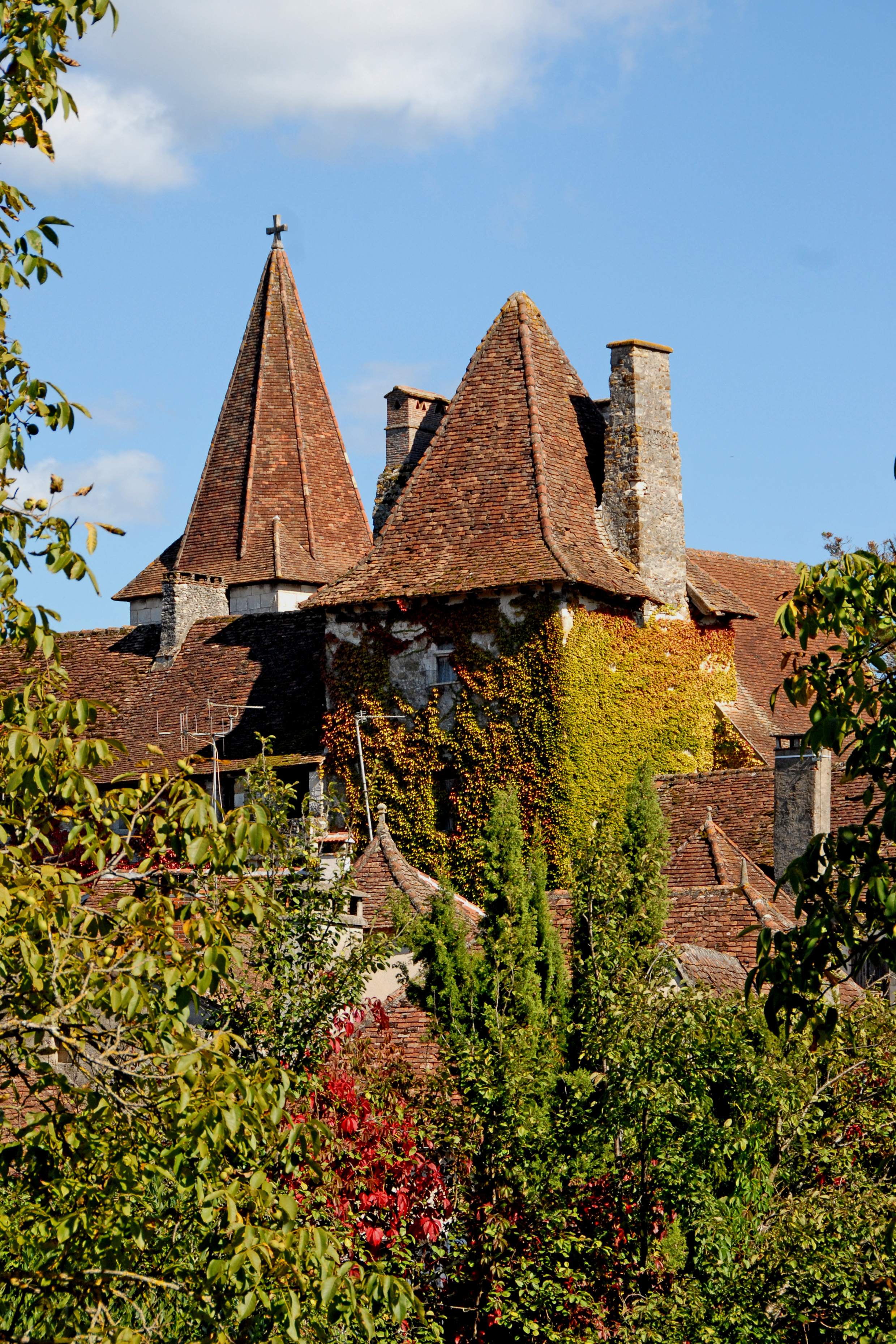
Häuser und Türme